# Maisnières
Maisnières (hay Maisnières-en-Vimeu) là một xã ở tỉnh Somme, vùng Hauts-de-France, Pháp.

## Địa lý
Thị trấn này tọa lạc trên đường D22 và đường D190, khoảng 12 dặm (19 km) về phía tây nam của Abbeville.
Sông Vimeuse, một chi lưu của sông Bresle chảy qua xã này.

## Dân số
| 1926                                                         | 1931 | 1936 | 1946 | 1954 | 1962 | 1968 | 1975 | 1982 | 1990 | 1999 | 2006 |
| ------------------------------------------------------------ | ---- | ---- | ---- | ---- | ---- | ---- | ---- | ---- | ---- | ---- | ---- |
| 565                                                          | 539  | 560  | 558  | 566  | 569  | 536  | 528  | 562  | 545  | 505  | 507  |
| Số liệu điều tra dân số từ năm 1962, dân số không tính trùng |      |      |      |      |      |      |      |      |      |      |      |